# Мигрантофобия
Мигрантофо́бия, антииммигрантские настроения, антимигрантские настроения — нетерпимость по отношению к мигрантам или тем, кого считают «мигрантами». Связана с ксенофобией, национализмом, биологическим и культурным расизмом. Антииммигрантские настроения могут иметь различные выражения, начиная от протестов, исключения иммигрантов из местного сообщества, дискриминации в сфере занятости, образования и социального вспомоществования и заканчивая массовыми депортациями, убийством мигрантов и правым терроризмом.
«Пришлость» является не менее важной характеристикой, чем этничность. Традиционные для данной местности меньшинства воспринимаются этническим большинством как «свои», тогда как «пришлость», накладывающаяся на принадлежность к этническим «другим», усугубляет антимигрантские настроения. Поскольку «принимающее» население сталкивается преимущественно с иноэтничными мигрантами, то мигрантофобия обычно имеет явную этническую этиологию. Ситуация более осложняется, если иноэтничные мигранты принадлежат к религии или конфессии иной, чем у «принимающего» большинства, и не имеют местного гражданства.
Современная ксенофобия, включая мигрантофобию, часто объясняется исследователями такими причинами как этнический и религиозный «ренессанс», ностальгия по «утраченной общности» и стремление сохранить прежний «культурный порядок», фобии утраты идентичности; реакция на отчуждение в условиях тотальной коммерциализации и сопротивление экономической конкуренции, фобии утраты ресурсов, опасения конкуренции за рабочие места и демпинг в оплате труда.
Мигрантофобия возникает в результате является расиализация мигранта как «другого». Образ этого «другого» связан с концепцией особого «национального характера» или «менталитета», который, в свою очередь, укоренён в концепции биологического, расового детерминизма, согласно которому жизнь человека и общества полностью определяются биологическими, расовыми факторами.
Мигрантофобия в форме культурного расизма акцентирует внимание на идеях несопоставимости, несовместимости культур («духовностей», «ментальностей»), неспособности представителей разных культур к взаимопониманию и добрососедству, неспособности иммигрантов интегрироваться в местное сообщество. Сторонники культурного расизма выступают против «размывания» основ групповой идентичности и призывают к борьбе за сохранение «чистых культур». Категория «мигранты», не представляя собой биологически объединённые группы, стали рассматриваться как унитарные, «расовые» группы на основе их общих культурных черт.

## Содержание
Подобно расизму, служит для противопоставления «мы и они». Мигрантофобия часто утверждает, что этническая культура, как биологические особенности, дана человеку на всю жизнь вместе с «кровью». Смешение культур в таком ракурсе вызывает протест, поскольку, по мнению сторонников этих представлений, способствует дезориентации через навязывание индивиду разных культурных и поведенческих кодов. В этом дискурсе говорится о «несовместимости культур», что ведёт к выступлению против смешанных браков. Страх в отношении «пришельцев» обосновывается идеей, что они способны засорить и испортить культуру «коренного населения», и сторонники этих взглядов призывают сохранить традиционный этнокультурный облик. Местная культура рассматривается в качестве более «высокой», строится иерархия культур.
К мигрантам предъявляются социальные претензии: утверждается, что они отбирают рабочие места местного населения, тормозят рост заработных плат и препятствуют в полной мере развиваться высокотехничным производствам, не платят налоги и вывозят из страны большую массу валюты, стремятся организовать «этнические анклавы», а затем и сепаратистскую деятельность, создают непосильное бремя для социальной сферы, в том числе «незаконно» пользуясь социальными льготами и пенсиями, несут болезни, ведут к быстрому росту преступности, не желают интегрироваться в местную среду и предпринимают попытки навязать местному населению собственную культуру.
Мигрантофобия влияет на антисемитизм, поскольку в крайне правой среде распространена идея, что евреи («сионисты») намеренно способствуют миграции с целью снизить долю коренного населения, что подорвёт его жизнеспособность.

## История
На рубеже XIX—XX веков многими учёными поддерживалась концепция «этнопсихологии» о существовании психологических различий отдельных этнических групп. Речь шла в первую очередь о «дикарях», мозгу которых приписывалась психологическая структура, отличная от таковой у «цивилизованных людей». Этот подход основывался на таких концептах, как «коллективные идеи» и «первобытное мышление» и способствовал появлению понятия «национальный характер». Это направление поддерживал психолог Уильям Мак-Дугалл из Гарвардского университета, который заявлял о наличии умственных различий между расами. Он предложил понятие «психологической», или «культурной», дистанции и утверждал, что в тех случаях, когда эта дистанция велика, отношения между вступающими в контакт группами с неизбежностью будут носить катастрофический характер. По его мнению, группы, которые существенно различаются психологически, не способны сосуществовать. В 1920-е годы подобные представления стали базой для принятия антииммигрантского законодательства в США, поскольку иммигрантов начали рассматривать как угрозу культурному единству американской нации.
Политические неудачи внутренней террористической группировки «Секретная вооружённая организация» во время войны в Алжире (1954—1962), наряду с поражением на выборах крайне правого кандидата Жана-Луи Тиксье-Виньянкура на президентских выборах во Франции в 1965 году, привели к принятию метаполитической стратегии «культурной гегемонии» внутри зарождающихся «новых правых». GRECE, аналитический центр французского движения «новых правых», основанная в 1968 году для влияния на правые политические партии и распространения идей движения в обществе в целом, к 1969 году рекомендовала своим членам «отказаться от устаревшего языка». Идеологи «новых правых» постепенно перешли от теорий биологического расизма к идее, что различные этнокультурные группы должны быть разделены, чтобы сохранить свои исторические и культурные особенности. Эту концепцию они называют этноплюрализмом. В 1980-х годах эта тактика была принята французской партией Национальный фронт под руководством Жана-Мари Ле Пена, поддержка которой в то время росла. Наблюдая за успехами партии Ле Пена на выборах в конце 1990-х и начале 2000-х годов, британская фашистская группа Британская национальная партия, которая перешла под руководство Ника Гриффина и его фракции «модернизаторов», также всё меньше поддерживала биологический расизм в пользу идеи о культурной несовместимости различных этнических групп.
В Дании в 1986 году была создана крайне правая группа Датское общество, которая поддерживала идею культурной несовместимости, направленную в основном против беженцев, въезжающих в страну. Дискурс этой группы представлял Данию как культурно однородную христианскую нацию, основной угрозой для которой являются мигранты-мусульмане. В Норвегии крайне правый террорист Андерс Брейвик высказывал идеи о культурной несовместимости между мусульманами и другими европейцами. По его мнению, мусульмане представляют культурную угрозу для Европы, но он не делал акцента на их биологических различиях.
В Европейском союзе термин «ксенофобия» официально используется в отношении распространённых в обществе подозрительности и враждебности к иммигрантам, являясь эвфемизмом понятия «расизм», но рассматривается как его мягкая форма, выражающаяся в мигрантофобии. Европейская комиссия применяет следующее определение ксенофобии: «Отношение, предрассудки и поведение, которые отвергают, исключают или очерняют людей, исходя из того, что те являются чужаками или иностранцами по отношению к местной общине, обществу или национальной идентичности».

## Связь с культурным расизмом
Начиная с 1980-х годов преимущественно в Великобритании, Франции и Соединённых Штатах велись дебаты о связи между биологическим расизмом и предрассудками о культурных различиях. К этому моменту большинство учёных, работающих в рамках критической расовой теории, отвергли идею существования биологически различных рас и рассматривали «расу» в качестве культурно сконструированного понятия, созданного посредством расистских практик. Эти академические теоретики утверждали, что враждебное отношение к мигрантам, проявлявшееся в Западной Европе в последние десятилетия XX века, следует рассматривать как «расизм», но признавали, что это явление отличается от классических форм расизма, таких как расовый антисемитизм или расизм в рамках европейского колониализма. По мнению исследователей, в то время как исторические формы расизма коренились в идеях биологических различий, новый «расизм» основан на убеждениях, что разные группы культурно несовместимы друг с другом.
Этьен Балибар связывал неорасизм с процессом деколонизации. Он писал, что старый, биологический расизм использовался в эпоху европейской колонизации, тогда как новый расизм связан с ростом миграции в Европу в первые десятилетия после Второй мировой войны. Балибар считал, что неорасизм заменил понятие расы понятием иммигранты, и таким образом возник «расизм без рас». По мнению Балибара, центральной идеей этого направления является не биологическая наследственность, а «непреодолимость культурных различий, расизм, который, на первый взгляд, постулирует не превосходство одних групп или народов по отношению к другим, а „только“ вредность стирания границ, несовместимость образа жизни и традиций». Он считал, что заявления приверженцев культурного расизма о равенстве разных культур, являются «скорее мнимыми, чем реальными», поскольку на практике оказывается, что приверженцы культурного расизма считают одни культуры выше других.
Новый расизм акцентирует внимание на групповой (этнической или этнорасовой) идентичности и абсолютизирует её. Внимание концентрируется на идеях несопоставимости, несовместимости культур («духовностей», «ментальностей»), неспособности представителей разных культур к взаимопониманию и добрососедству. Если сторонники традиционного расизма стремятся к сохранению своего доминирующего положения в качестве «высшей» расы или «высшей» цивилизации, то сторонники нового расизма выступают против «размывания» основ групповой идентичности и призывают к борьбе за сохранение «чистых культур». Согласно этой идеологии иммигранты не способны интегрироваться в местное сообщество и представляют угрозу его культурной идентичности. Французский политолог Пьер-Андре Тагиефф отмечал, что эта форма расизма связана с явлением, которое он называл «миксофобией», неприятием культурного смешения, а также тесно связана с национализмом. В рамках подхода «расизм без расы» такие категории, как «мигранты» и «мусульмане», несмотря на то, что они не представляют собой биологически объединённые группы, претерпели процесс «расиализации», поскольку они стали рассматриваться как унитарные группы на основе общих культурных черт.
Сиберс и Денниссен ставят вопрос, можно ли объединить «изоляцию/угнетение таких разных групп, как нынешние мигранты в Европе, афроамериканцы и латиноамериканцы в США, евреи во время Холокоста и испанской Реконкисты, рабы и коренные народы в процессе испанской Конкисты и так далее, понятием расизм, безотносительно оправданий, и не рискует ли это понятие при такой универсальности потерять историческую точность и уместность?». По мнению данных исследователей, в попытке разработать универсальную концепцию «расизма» сторонники концепции «культурного расизма» рискуют подорвать «историчность и контекстуальность» конкретных изучаемых ими предрассудков. Анализируя предубеждения, с которыми сталкивались мароккано-голландцы в Нидерландах в 2010-х годах, Сиберс и Денниссен утверждали, что опыт этого меньшинства значительно отличался как от опыта голландских евреев в первой половине XX века, так и от опыта колониальных подданных в Голландской Ост-Индии. По мнению исследователей, концепции «культурного эссенциализма» и «культурного фундаментализма» намного лучше объясняют враждебность к мигрантам, чем концепция «расизма».

## Критика
Сторонники антииммигрантских взглядов не учитывают, что большинство мигрантов направлялись в первую очередь в сферы занятости, где оплата труда была ниже, а труд является менее престижным и привлекательным для местных жителей.
Политолог Б. Парех (2008) указывает на изъяны такого антииммигрантского дискурса: не следует считать, что общество, являвщееся гомогенным до иммиграции, станет таковым и после прекращения последней. Иммигранты явялются выходцами из различных религиозных, этнических и иных групп, поэтому невозможно игнорировать различные ожидания, культурные ресурсы и способы отношений с социумом этих людей. Разнообразие в качестве результата иммиграции не обязательно будет глубже и более интенсивным, чем уже имеющее в «принимающих» обществах, где присутствуют различные взгляды на такие аспекты, как гомосексуальность, однополые браки, сожительство, взаимоотношения между родителями и детьми, семейная дисциплина, капиталистическая экономика, отношение к закону. Почти по всем подобным вопросам иммигранты обычно являются более консервативными, чем «принимающее» большинство, а моральные и культурные барьеры между ними и этим обществом в целом меньше, чем между членами самого общества.